# Catasticta smithia
Catasticta smithia är en fjärilsart som beskrevs av Brown och Gabriel 1939. Catasticta smithia ingår i släktet Catasticta och familjen vitfjärilar.
Artens utbredningsområde är Peru. Inga underarter finns listade i Catalogue of Life.